# Groß Bierstedt
Groß Bierstedt ist ein Ortsteil der Gemeinde Rohrberg der Verbandsgemeinde Beetzendorf-Diesdorf im Altmarkkreis Salzwedel in Sachsen-Anhalt.

## Geographie
Groß Bierstedt, ein Straßendorf mit Kirche, liegt drei Kilometer nordwestlich der Gemeinde Rohrberg und 17 Kilometer südwestlich der Kreisstadt Salzwedel in der Altmark. Nördlich des Dorfes liegt das Waldgebiet Bierstedter Holz, das zum Landschaftsschutzgebiet Salzwedel-Diesdorf gehört.
Nachbarorte sind Hohengrieben im Westen, Hohenlangenbeck im Nordosten, Püggen im Osten, Rohrberg im Südosten und Klein Bierstedt im Südwesten.

## Geschichte

### Mittelalter bis Neuzeit
Groß Bierstedt ist ursprünglich als Rundplatzdorf mit Kirche auf dem Platz angelegt worden, wie auf dem Urmesstischblatt von 1823 zu erkennen ist.
Im Jahre 1281 wird de molendino Berstedt erwähnt, die Mühle zu Bierstedt. Die Erwähnung betrifft wohl Groß Bierstedt. Henricus Berstede wird 1284 in einer Urkunde in Salzwedel erwähnt. Diese kann auch Klein Bierstedt betreffen.
Im Landbuch der Mark Brandenburg von 1375 wird der Ort als Wendischen Bierstede aufgeführt. Weitere Nennungen sind 1381 an dem dorpe tho wendeschen beerstede und 1608 Wendisch Bierstedt. Im Jahre 1804 heißt es schließlich Groß Bierstedt, ehedem Wendisch-Bierstedt. Der Ortsname geht auf das altenglische Wort „bearu“ zurück, das für fruchttragende Wälder, also Eich- oder Buchenwald steht.
Das Rundlingsdorf bestand ursprünglich aus niedersächsischen Bauernhäusern. Es wurde durch einen verheerenden Großbrand im Jahre 1850 zerstört. Die Hufeisenform begünstigte die Ausbreitung des Feuers. Im Jahre 1851 wurde es wiederaufgebaut. Das heutige Neudorf wurde als Straßendorf nach fränkischer Art errichtet.

### Gerichtsberg „Zu der Linden“
Auf dem Gerichtsberg Zu der Linden bei Groß Bierstedt soll die Dingstätte der Vogtei Salzwedel gewesen sein. Vermutet wird dort auch eine alte Opferstätte. Wilhelm Zahn berichtet im Jahre 1909 von der Gerichtsstätte zur Linde: „Nach dem ältesten märkischen Rechte ging das Schelten eines Urteils, also die Appellation, an die Klinke bei Riewend in Brandenburg, an die Krepe bei Eichstedt, an die Linde bei Bierstedt, schließlich an die höchste Dingstatt, das ist des Reichskämmerers Kammer, das ist zu Tangermünde, so im Sachsenspiegel. Die Gerichtsstätte to der Linde lag in einem zu Gross-Bierstedt gehörenden Walde, drei Kilometer nördlich von diesem Dorfe, 1,8 Kilometer westlich von Hohenlangenbeck, auf einer einsamen, einen weiten Ausblick gewährenden Anhöhe.“ Sie liegt im heutigen Waldgebiet Haidberg und ist 88,8 Meter hoch. Das entspricht den Angaben von Klaeden, der sich auf das Messtischblatt 1679 bezieht, dort ist der Berg 87,7 Meter hoch.

### Landgraben bei Groß Bierstedt
Von einem Bruch südöstlich von Peckensen zieht sich der Landgraben, eine Landwehr, an der Grenze zum Mehmker Holz durch das Waldgebiet bis zu Groß Bierstedt, wo sich der Doppelwall mit dem dazwischenliegenden Graben dann im Acker verliert. Johann Friedrich Danneil vermutet, dass die Landwehr weiter nach Südosten über Rohrberg, Ahlum und Tangeln führte.

### Eingemeindungen
Groß Bierstedt und Klein Bierstedt gehörten ursprünglich zum Salzwedelischen Kreis der Mark Brandenburg in der Altmark. Von 1807 bis 1813 lagen sie im Kanton Beetzendorf auf dem Territorium des napoleonischen Königreichs Westphalen. Nach weiteren Änderungen kamen sie 1816 in den Kreis Salzwedel, den späteren Landkreis Salzwedel im Regierungsbezirk Magdeburg in der Provinz Sachsen in Preußen.
Am 1. Oktober 1937 erfolgte der Zusammenschluss der Gemeinden Groß Bierstedt und Klein Bierstedt zu einer Gemeinde mit dem Namen Bierstedt. Durch den Zusammenschluss der Gemeinde Bierstedt mit anderen Gemeinden zur neuen Gemeinde Rohrberg am 1. Januar 2009 kamen beide Ortsteile zu Rohrberg.

### Einwohnerentwicklung
| Jahr | Einwohner |
| ---- | --------- |
| 1734 | 084       |
| 1774 | 133       |
| 1789 | 148       |
| 1798 | 117       |
| 1801 | 119       |
| 1818 | 095       |

| Jahr | Einwohner |
| ---- | --------- |
| 1840 | 147       |
| 1864 | 173       |
| 1871 | 174       |
| 1885 | 177       |
| 1892 | [00]156   |
| 1895 | 147       |

| Jahr | Einwohner |
| ---- | --------- |
| 1900 | [00]144   |
| 1905 | 142       |
| 1910 | [00]153   |
| 1925 | 170       |
| 2015 | [00]090   |
| 2018 | [00]078   |

| Jahr | Einwohner |
| ---- | --------- |
| 2020 | [00]77    |
| 2021 | [00]74    |
| 2022 | [00]76    |
| 2023 | [0]72     |

Quelle, wenn nicht angegeben, bis 1925:

## Religion
Die evangelische Kirchengemeinde Groß Bierstedt gehörte früher zur Pfarrei Rohrberg. Im Jahre 2003 wurden die Kirchengemeinden Rohrberg, Groß- und Klein Bierstedt, Mellin, Stöckheim, Tangeln und Püggen zum Kirchspiel Rohrberg vereinigt, das heute zum Pfarrbereich Beetzendorf des Kirchenkreises Salzwedel im Bischofssprengel Magdeburg der Evangelischen Kirche in Mitteldeutschland gehört.
Die katholischen Christen gehören zur Pfarrei St. Hildegard in Gardelegen im Dekanat Stendal im Bistum Magdeburg.

## Kultur und Sehenswürdigkeiten
- Die evangelische Dorfkirche Groß Bierstedt ist bescheidener Rechtecksaal aus unregelmäßigem Feldsteinmauerwerk, vielleicht ist sie identisch mit dem 1304[25] vom Bischof von Verden geweihten Bau.[1] Das flach gedeckte Innere wurde 1981 renoviert.[26] Sie ist eine Filialkirche der Kirche in Rohrberg.[27]
- Das Großsteingrab Bierstedt liegt 750 m nordwestlich des Dorfes.
- Der Friedhof liegt im Nordosten des Dorfes.